# 衛融
衛融（905—973），字明遠。五代青州博興（今屬山東）人。
後晉天福進士。歷官澶州從事、忠武軍掌書記。後漢初年，為太原觀察支使。入北漢，授翰林學士，升遷中書侍郎、同平章事。建隆元年（960年），北漢主劉鈞派遣宣徽使盧贊前往李筠處監軍，李筠心裡不平衡，時有爭執。宰相衛融奉使往潞州李筠處所進行調節。是年六月，宋軍攻下澤州城池。李筠赴火自焚而死，盧贊同時戰死，衛融被執至京城。後仕宋為太府卿，乾德年間改任司農卿，曾出知陳、舒、黃三州。後因飲酒過量而卒。